# Ghoroghczi
Ghoroghczi – wieś w Iranie, w ostanie Azerbejdżan Zachodni, w szahrestanie Mijandoab. W 2006 roku liczyła 45 mieszkańców.